# ۹۸۷ (خورشیدی)
۹۸۷ نهصد و هشتاد و هفتمین سال هجری خورشیدی است.